# Gnamptogenys menadensis
Gnamptogenys menadensis é uma espécie de formiga do gênero Gnamptogenys.